# Podophyllum peltatum
La ipecacuana de la Carolina o podofilo (Podophyllum peltatum), comúnmente conocido en sus zonas de origen como Mayapple, o May Apple. También es conocida como  hogapple, Indian apple, mayflower, umbrella plant, wild lemon (sabor a la fruta), wild mandrake, American mandrake (por la forma de los rizomas) o "devil's apple" (conocido como Solanum linnaeanum en cualquier lugar). Es una planta  herbácea perenne dentro de la familia Berberidaceae, nativa de los bosques caducifolios del este de Norteamérica.

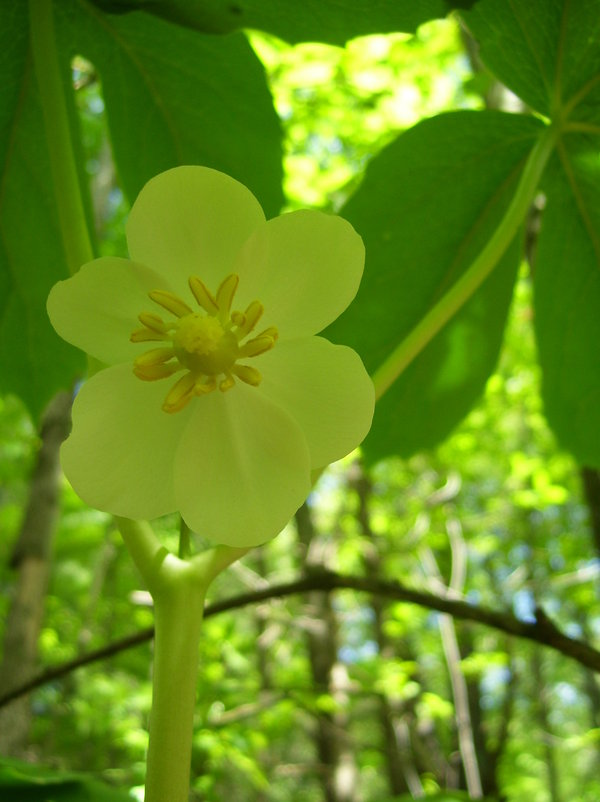
Una planta de podofilo en flor

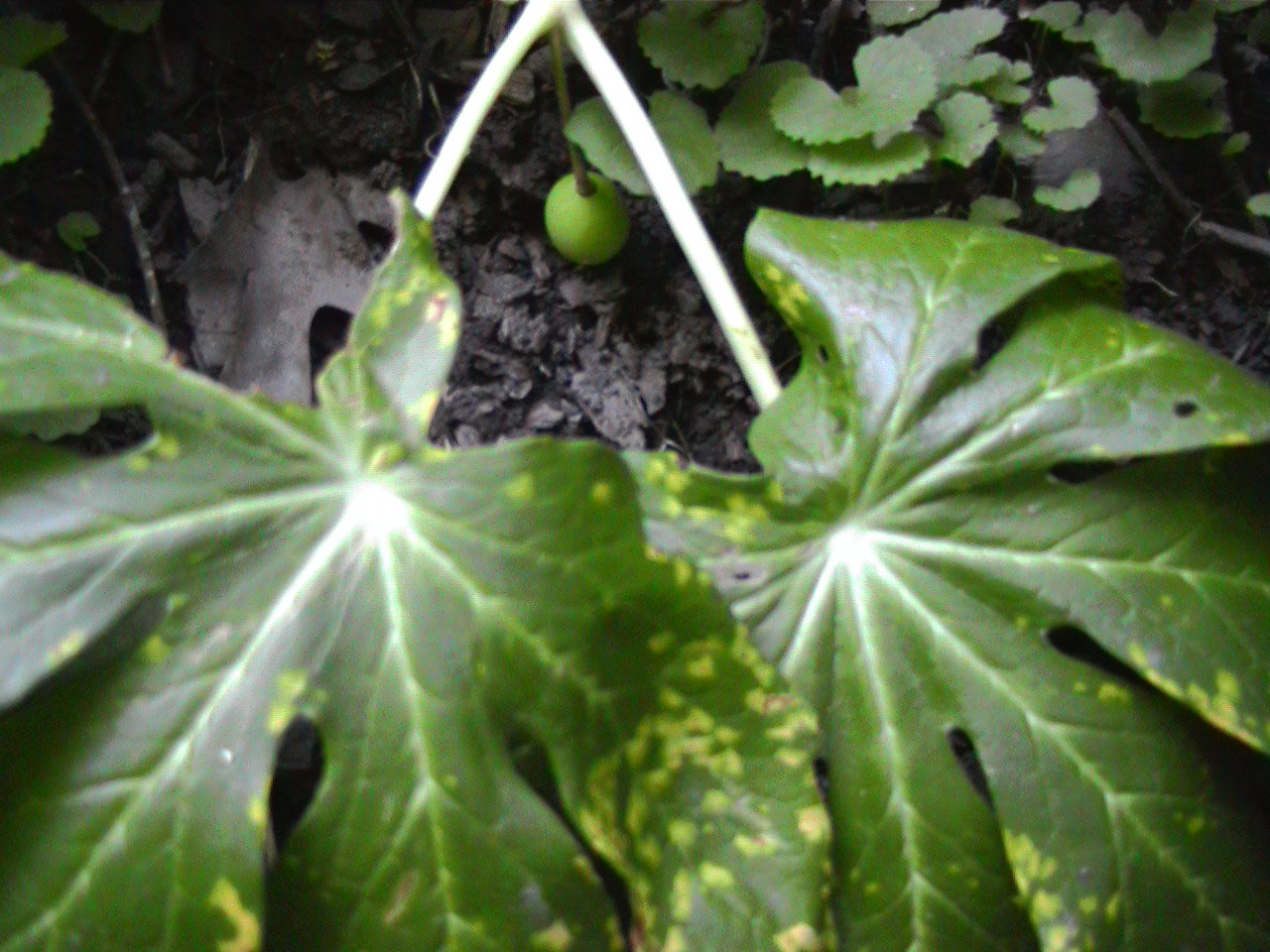
Fruto en contacto con la tierra 14 de junio de 2007

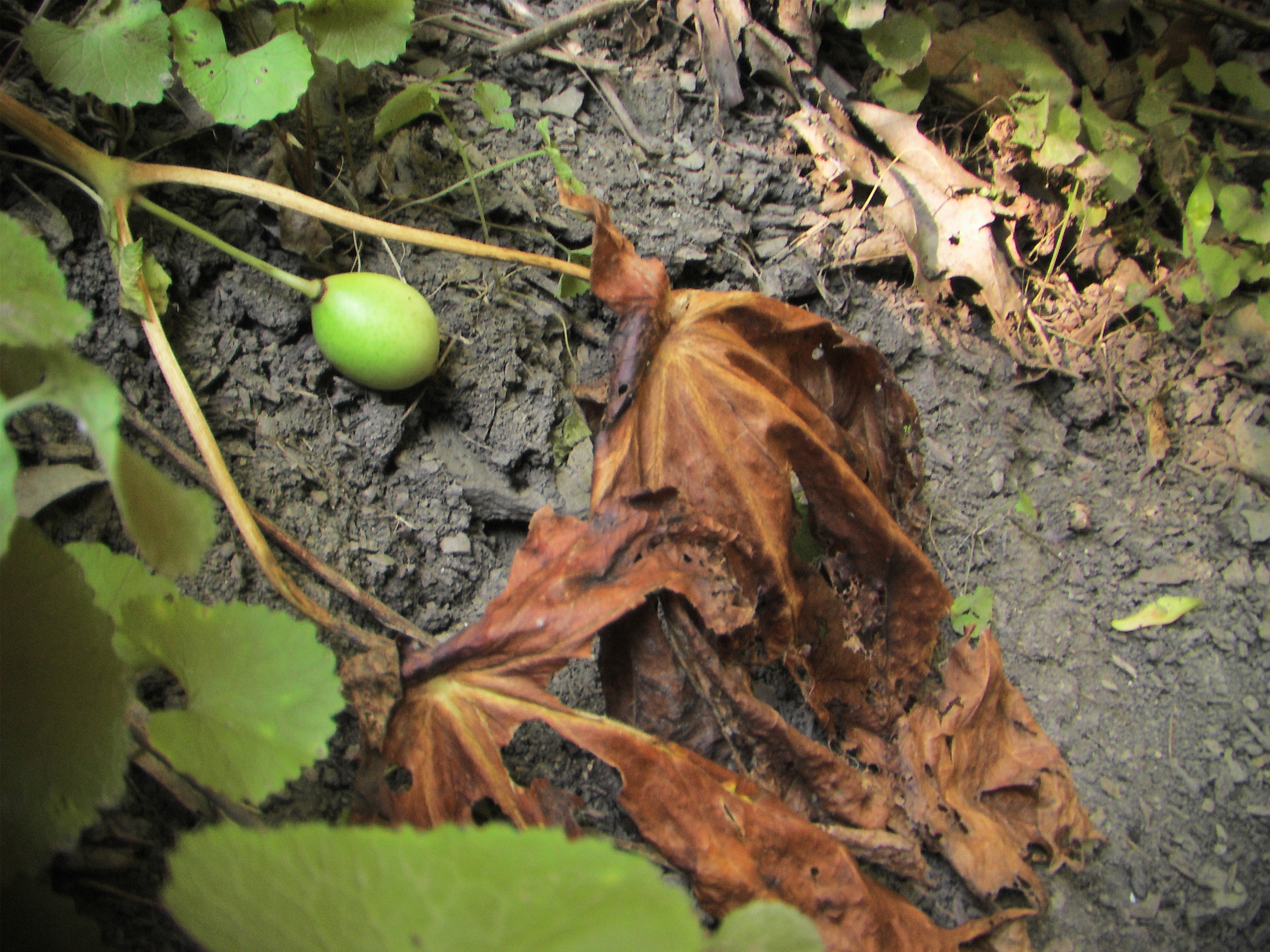
Fruto del 18 de julio de 2007

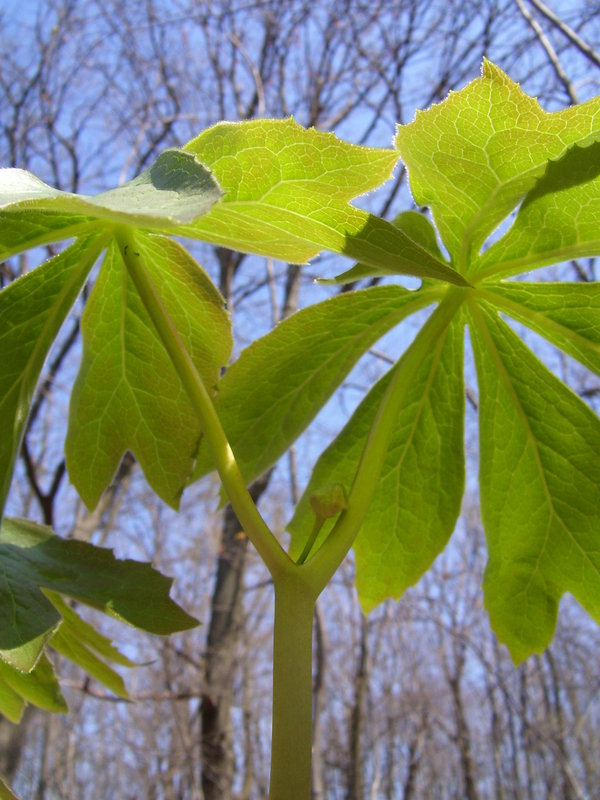
Hojas

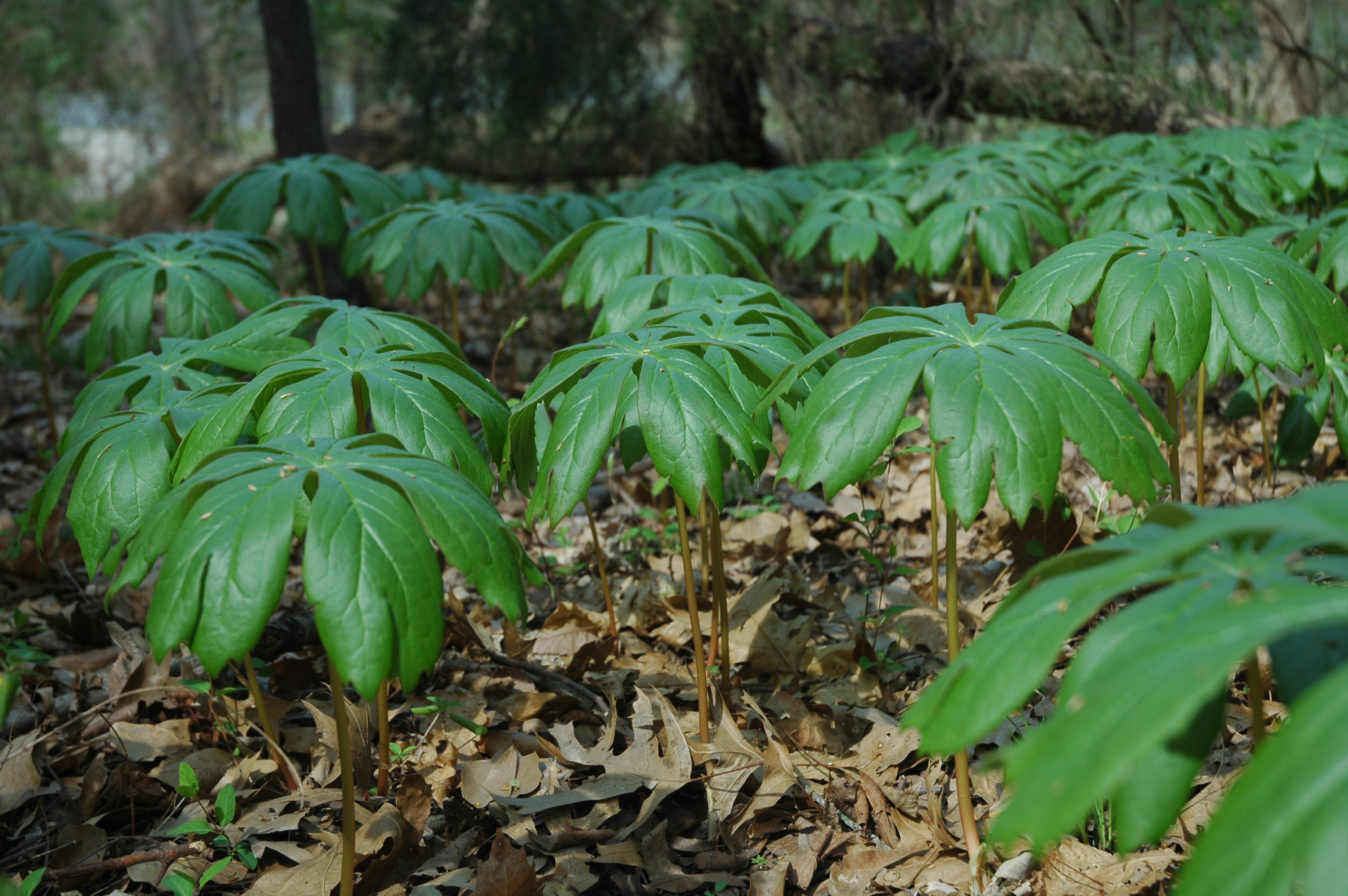
Plantas inmaduras con hojas sencillas

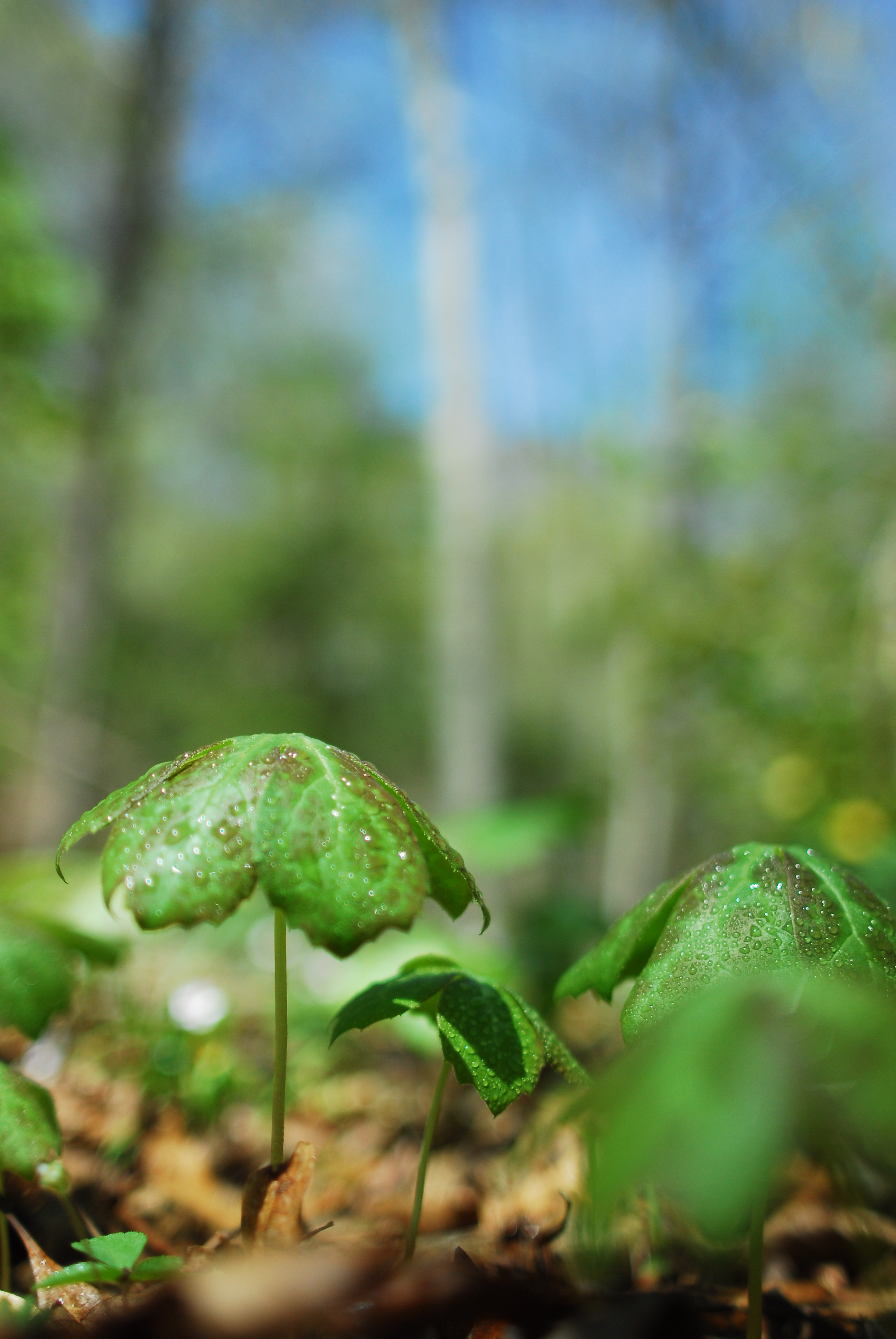
Podofilos en un bosque del norte de Virginia

Al igual que muchas otras plantas efímeras de primavera, que sale de debajo de la tierra antes de que el dosel del bosque se abra, y luego poco a poco se marchita más tarde en el verano, el follaje es, sin embargo de más larga vida que otras efímeras tal como Trillium.

## Descripción
Los tallos crecen de 30 a 40 cm de altura, con 2 o 3 hojas palmeadas lobuladas con un diámetro de 20 a 30 cm con 5 a 9 lóbulos profundamente cortados en individuos reproductivos, o una hoja umbrello peltadas (como paraguas) en individuos estériles. La flor blanca en un axis de un diámetro de 3 a 5 cm, con seis (raramente hasta nueve) pétalos, se produce en la axila de las dos hojas (las dos superiores en una planta de tres hojas), la flor madura en una frutade color amarillo-verdoso de 2-5 cm de largo.  La planta está muy extendida y aparece en colonias clonales en hábitat mésico de bosques abiertos. Los brotes individuales a menudo están conectados por densos sistemas de rizomas. Al igual que con muchos tipos de plantas silvestres, la flor proporciona una reproducción sexual, mientras que el rizoma proporciona una reproducción asexual.  El primero prevé la dispersión de larga distancia, mientras que el segundo permite la formación de densos clones circulares. Hay costos para la producción de flores, ya que la producción de una flor y la fruta reduce la probabilidad de que la planta sobreviva, o una flor, en los años siguientes.
Muchas especies de plantas tienen micorrizas para ayudar en la absorción de nutrientes en condiciones estériles.  Las plantas de Podofilo se consideran que dependen obligatoriamente de las micorrizas, aunque el rizoma también puede ser facultativamente dependiente de la edad y de los niveles de nutrientes del suelo.  Las plantas se encuentran comúnmente infectados por la roya Puccinia podophylli, apareciendo como un panal con estampado de colonias naranja debajo de las hojas, y las lesiones amarillentas en la superficie superior.
Aunque el nombre común es "mayapple", es la flor que aparece a principios de mayo, no la "manzana". El fruto o "manzana" se produce a principios del verano y madura más tarde en verano.

## Toxicidad
El fruto maduro es comestible en cantidades moderadas, aunque cuando se consume en grandes cantidades, el fruto es venenoso. El follaje, el rizoma y las raíces también son venenosos.
El podofilo contiene podofilotoxina, que se utiliza como un citostático y tópicamente en el tratamiento de las verrugas tanto virales como genitales.

## Uso medicinal
Ha sido utilizado por los indios americanos como un agente emético, catártico y antihelmíntico. También se hierve la raíz venenosa, y se utiliza el agua para curar dolores de estómago.
El rizoma del podofilo se ha utilizado para una gran variedad de propósitos medicinales, originalmente por los nativos americanos en los Estados Unidos y más tarde por otros colonos.
También tiene un uso tópico para las verrugas, y dos de sus derivados, etopósido y tenipósido, han mostrado prometedores resultados en el tratamiento de algunas neoplasias malignas.,

## Taxonomía
Podophyllum peltatum fue descrita por Carlos Linneo y publicado en Species Plantarum 1: 505. 1753.
Etimología
Podophyllum: nombre genérico que deriva de las palabras griegas: 
pous, podos que significa "pie" y phyllon (φ_λλον) que significa "hoja".
peltatum: epíteto latíno que significa "como un escudo".
Sinonimia
- Anapodophyllum peltatum Moench
- Podophyllum peltatum f. peltatum[16]